# Taroz
I taroz sono un piatto tipico della Valtellina.

## Preparazione
I taroz sono composti da un purè di patate, oppure patate lesse schiacciate, con fagiolini conditi con burro e formaggio tipico valtellinese. Volendo si può aggiungere della cipolla saltata nel burro, o anche pezzetti di pancetta soffritta.